# 金貝
金貝是太平洋島國巴布亞新畿內亞的城鎮，也是西新不列顛省的首府，位於新不列顛島，海拔4米，鎮上的珊瑚礁是遊客的潛水勝地，鎮上有霍斯金斯機場等設施，2013年人口有27191。